# Журавлюв
Журавлюв (пол. Żurawlów) — село в Польщі, у гміні Грабовець Замойського повіту Люблінського воєводства.
Населення — 100 осіб (2011).
У 1975-1998 роках село належало до Замойського воєводства.

## Демографія
Демографічна структура станом на 31 березня 2011 року:
|          | Загалом | Допрацездатний вік | Працездатний вік | Постпрацездатний вік |
| -------- | ------- | ------------------ | ---------------- | -------------------- |
| Чоловіки | 50      | 12                 | 32               | 6                    |
| Жінки    | 50      | 16                 | 23               | 11                   |
| Разом    | 100     | 28                 | 55               | 17                   |